# 国防科学研究所 (大韓民国)
国防科学研究所（こくぼうかがくけんきゅうじょ、Agency for Defense Development、ADD）は、 大韓民国における国防部傘下の研究機関。兵器の研究開発と評価及び自主国防に必要な装備を開発・改良を行うことを任務とする。

## 沿革
- 1970年8月 - 国防科学研究所が創設
- 1974年2月 - 航空機・ミサイル部が設立
- 1976年5月 - 海洋兵器技術部が設立
- 1977年10月 - 防衛技術試験センターが設立
- 1981年7月 - 防衛器機品質保証機関（DQAA）が設立
- 1983年1月 - 本部が大田広域市に移転
- 1995年5月 - 車両試験場及び海洋兵器試験場が設置
- 1999年1月 - 防衛情報技術研究所と統合する

## 組織
- 研究所長
  - 副所長
  - 陸上兵器技術部
    - 装甲試験室
    - 火器統制装置研究室
    - 戦車仮想試作室
    - 自動火器システム研究室
    - 懸架装置研究室
    - 化学分析室

  - 海洋兵器技術部
    - 振動音響研究室
    - 水中弾道・水中戦活動室
    - EMI/EMC磁気研究室
    - 推進機関研究室
    - 水中音響研究室
    - ソナー信号処理室

  - 航空機・ミサイル部
    - 構造試験室
    - 風洞試験室
    - 強度ループシミュレーション室
    - 飛行力学研究室

  - 情報・電子戦部
  - 電子戦研究室
  - 通信器機研究室
  - 核心技術部
    - 熱源映像光学研究室
    - 慣性航法試験室
    - レーダー研究室
    - 材料特性評価室
    - 弾薬・弾頭研究室
    - 推進力研究室

  - 防衛技術試験センター
  - 保安室
  - 管理部
  - 応用技術センター
- （上部組織に評議会）
- （外部に監査役）

約2,500人の人員を擁し、Ph.D.が約620名、理学修士が約1,360名及び約370名の支援要員から成る。